# Metridiochoerus
Genre
Espèces de rang inférieur
- †M. andrewsi
- †M. compactus
- †M. hopwoodi
- †M. jacksoni
- †M. meadowsi
- †M. modestus

Metridiochoerus est un genre fossile de phacochères géants qui vivait au Pliocène et au Pléistocène sur le continent africain. Il ressemblait à son descendant actuel, mais en plus gros.

## Régime alimentaire
On suppose qu'il était omnivore, mangeant de l'herbe, des baies, de l'écorce, des racines et des charognes.

## Comportement
Il vivait probablement avec sa femelle et ses petits. Les femelles vivaient avec leur progéniture au sein de petits groupes qu'un mâle rejoignait brièvement pendant la saison des amours ; les jeunes mâles formaient des troupeaux de célibataires, mais les adultes étaient solitaires.
On pense également que les habitudes nocturnes du phacochère géant étaient identiques à celles de son descendant actuel : généralement actif la journée, ce gigantesque animal dormait toute la nuit dans un terrier ou une souche vide.